# Гора (Кршко)
Гора (словен. Gora) — поселення в общині Кршко, Споднєпосавський регіон, Словенія. Висота над рівнем моря: 424,5 м.